# 資訊科技教育卓越中心
資訊科技教育卓越中心是香港政府為推動當地學校把資訊科技投放於教學改革而設立的獎勵。全香港十八區除了屯門區和元朗區因為幅员較廣而設有兩個中心以外，其他各區都各有一間學校獲選為卓越中心。獲選為卓越中心的學校，除了會被教育統籌局(現教育局)選為訓練其他老師的基地以外，亦要負責策劃推動區內學校把資訊科技運用於改進教學的計劃。
資訊科技教育卓越中心從2001年開始，本來只有15家成員學校，直至2016年9月已擴展至全香港20家中小學。

## 地區資訊科技教育卓越中心
20家資訊科技教育卓越中心分別如下：
| 小學                                                                          | 中學                                                             | 地區         |
| ----------------------------------------------------------------------------- | ---------------------------------------------------------------- | ------------ |
| 嘉諾撒聖心學校 寶安商會溫浩根小學                                             | 香港真光中學 聖貞德中學 聖士提反書院                             | 香港島及離島 |
| 港澳信義會小學 佐敦谷聖若瑟天主教小學                                         | 聖公會聖馬利亞堂莫慶堯中學 樂善堂余近卿中學 中華基督教會扶輪中學 | 九龍         |
| 沙田崇真學校 保良局朱正賢小學 浸信會沙田圍呂明才小學 保良局王賜豪(田心谷)小學 | 孔教學院大成何郭佩珍中學 宣道會陳朱素華紀念中學                  | 新界東       |
| 聖公會青衣主恩小學                                                            | 崇真書院 三水同鄉會劉本章學校 佛教茂峰法師紀念中學               | 新界西       |

參考教育局網頁：http://www.edb.gov.hk/ited/coes
另外，佛教茂峰法師紀念中學是唯一的探索網站教育卓越中心，由香港中文大學的資訊科技教育促進中心開設。

## 學習中心
2004年7月，教育統籌局發表《善用資訊新科技開拓教學新世紀》文件，建議把當時20個地區卓越中心的最少兩間轉型，成為「學習中心」。成立學習中心的目的，在於加強透過資訊科技教學來提高現職教師的教學能力，並透過分享、推介使用最新資訊科技的嶄新學與教方法，一方面促進教師的專業發展，另一方面推動教師之間的分享與交流，從而提高整體教師的教學水平。
學習中心的概念來自英國。而作為一家學習中心，它的職責除了要為教統局舉辦相關的教學講座及工作坊之外，還需要與香港幾家大專院校合作，為學科建立學科網站及教學資料庫。
2004年，教統局選取了北區和大埔區的兩間卓越中心：沐恩中學及粉嶺公立學校，作為學習中心的試點學校，分別作為中學和小學的中文科及常識/科學科的學習中心。翌年9月，學習中心計劃再推廣至小學數學科及英文科，教統局委任了保良局朱正賢小學及中華基督教會基華小學 (九龍塘)擔任。
從2007-2008學年開始，學習中心計劃結束，現時所有地區卓越中心將會轉型成為學習中心，並可選擇專注於一個教學科目(中國語文、英國語文、數學、小學常識/中學科學、資訊科技、體育及藝術)及一個非教學項目(例如：互動電子白板、視像會議或無線網絡等)。各個項目及科目的學習中心代表將會定期開會，並進行跨地域的教學支援。

## 具成效的資訊科技教育案例互動平台

「具成效的資訊科技教育案例互動平台」(https://web.archive.org/web/20110912070942/http://gp.edb.hkedcity.net/)是一個由教統局資訊科技教育組及香港大學教育應用資訊科技發展研究中心 （页面存档备份，存于）共同開發的互動平台。這個平台是因應特區政府第2個資訊科技教學策略5年計劃而推行，旨在推動學校之間的分享文化，透過從各區的學校收集具成效的資訊科技教育案例，一方面鼓勵學校在教學中適當採用資訊科技協作，另一方面亦間接為受訪的學校作宣傳，使更多學校願意參與這個計劃而分享自己的教學成果。

### 案例的收集
平台內的案例都由各區的資訊科技教育卓越中心成員學校及教統局的全職借調老師收集，主要在兩方面：
1. 部份是被訪學校持之以恆(自從開始資訊科技教育就執行的計劃)的案例，而到現在這些案例仍然有很高的參考價值；
2. 其他的有不少都是被訪學校因應各科的新課程而作出的調適、或實驗性的教學方法。

平台於2006年2月正式運作，但其實早在2005年9月，部份卓越中心的半借調老師及研究助理已開始搜集案例的工作。加上在之前一年由全職借調老師及香港大學所搜集的案例，平台開始時已有數十篇案例。平台運作之初，搜集的目標以廣泛及數量為目的。到2006年的暑假，已收集到約500份案例。
從2006年10月開始，各卓越中心所組成的小組會開始審閱各案例，並加以篩選。一方面，對現有的案例加以潤飾及補充；另一方面，未完善的案例而未能接觸提供案例的學校，有關案例會從資料庫裡刪除。

### 推廣活動
為使香港教育同工能夠認識本平台，教統局在2006年2月6日至2月8日舉行的「2006香港國際資訊科技教育會議」中亦印製有小冊子，介紹由各間學校所搜集得來的教學案例，並邀請這些學校在會議中作海報演示。而在2007年3月2日到3日在香港培正中學校址舉行的「2007香港國際資訊科技教育會議」中，各成員學校及嘉賓亦有繼續在會場舉辦工作坊及海報展示他們最新的教學成果。

## 到校服務培訓支援
近年，資訊科技教育卓越中心提供以下服務
1.支援學校教師發展日 
資訊科技教育卓越中心成員學校及教育局的全職借調老師到校支援學校教師發展日，講解下列課題：
- 平板電腦應用程式及內置功能簡介
- 移動學習
- 學習管理系統(LMS) / 雲端服務
- 網絡安全
- 資訊素養及共享創意(Creative  Commons)
- 電子學習課程規劃

2.個別學科教學法提供意見及支援
資訊科技教育卓越中心成員學校及教育局的全職借調老師到校為學校下列科目提供個別學科教學法提供意見及支援：
- 中學中國語文科
- 中學英國語文科
- 中學數學科
- 中學通識教育科
- 中學科學及科技
- 中學個人、社會及人文教育
- 小學中國語文科
- 小學英國語文科
- 小學數學科
- 小學常識科

3.支援有特殊學習需要(SEN)的學生
資訊科技教育卓越中心成員學校及教育局的全職借調老師到校為學校下列項目支援有特殊學習需要(SEN)的學生
- 設計校本電子書工具
- 為特殊學習需要的學童設計學習課件
- 教學法經驗分享

4.技術支援
資訊科技教育卓越中心成員學校及教育局的全職借調老師到校為學校下列項目進行技術支援
a)自攜裝置(BYOD)
- 制訂政策及管理模式
- 推廣家長教育

b)設定雲端服務的技術支援(如 Office 365, Google Suite for Education 等)
詳請參考教育局網頁： 到校支援服務申請表 （页面存档备份，存于）

## 外部連結

### 資訊科技教育卓越中心
- 香港教育城：資訊科技教育卓越中心

### 學習中心
- 香港教育局：學習中心

#### 小學
- 中文科
- 英文科
- 數學科
- 常識科

#### 中學
- 中文科
- 科學科

#### 具成效的資訊科技教育案例互動平台
- 本計劃所發展的優秀案例資料庫（页面存档备份，存于）
- 粉嶺公立學校：如何提供案例[永久]